# Josy Stoffel
Josy Stoffel (Differdange, 27 giugno 1928 – Esch-sur-Alzette, 9 marzo 2021) è stato un ginnasta lussemburghese.

## Biografia
Migliore sportivo nella ginnastica artistica maschile lussemburghese per ben sedici anni (1949-1964), rappresentò il suo Paese in cinque edizioni olimpiche consecutive (1948, 1952, 1956, 1960, 1964), ma senza mai riuscire a vincere medaglie. Nel 2008 gli venne conferito l'Ordine al merito del Granducato di Lussemburgo.